# Barnard Castle
Barnard Castle er en købstad i Durham i England. Den har navn efter fæstningen, Barnard Castle. Byen ligger ved floden Tees. På den anden side af floden ligger Startforth. Byen er den største bosættelse i området Teesdale og er et populært turistmål. I folketællingen i 2011 var befolkningen på 5.495 indbyggere.
Fæstningen blev opført af normannere kort tid efter deres erobring i 1066. Den havde sin storhedstid under Bernard de Bailleul i sidste halvdel af 1100-tallet. Den var i slægtens eje indtil John Balliol blev afsat som konge af Skotland i 1296. Derefter tog Richard Neville, 16. jarl af Warwick over. Kong Richard 3. arvede den gennem sin hustru Anne Neville. Efter hans død gik borgen i forfald og blev en ruin.
Ved siden af slottet ligger Bowes Museum, der er den største turistattraktionen i byen. Det er en slotslignende bygning, et chateau i fransk stil fra 1800-tallet, hvor man finder malerier af El Greco, Goya, Canaletto, Boucher, Fragonard og andre.